# Švédsko na Zimních olympijských hrách 1998
Švédsko na Zimních olympijských hrách 1998 v Naganu reprezentovalo 99 sportovců, z toho 53 mužů a 46 žen. Nejmladším účastníkem byla Therese Sjölander (16 let, 281 dní), nejstarším pak Antonina Ordina (36 let, 28 dní). Reprezentanti vybojovali 3 medailí, z toho 2 stříbrné a 1 bronzovou.

## Medailisté
| Medaile | Jméno                                                                                  | Sport           | Disciplína            |
| ------- | -------------------------------------------------------------------------------------- | --------------- | --------------------- |
| Stříbro | Pernilla Wibergová                                                                     | Alpské lyžování | ženy sjezd            |
| Stříbro | Niklas Jonsson                                                                         | Běh na lyžích   | muži volný styl 50 km |
| Bronz   | Elisabet Gustafson Margaretha Lindahl Louise Marmont Katarina Nyberg Elisabeth Persson | Curling         | Družstvo žen          |